# Pizza My Heart
Pizza My Heart è un film del 2005 diretto da Andy Wolk e interpretato da Shiri Appleby ed Eyal Podell.
Il film è stato trasmesso per la prima volta negli Stati Uniti d'America il 24 luglio 2005 su ABC Family.

## Trama
Questo film è una versione moderna di Romeo e Giulietta, ambientata nel sobborgo Verona (realmente esistente), situato nel New Jersey. Il figlio e la figlia di due proprietari di pizzerie rivali, Joe Montebello e Gina Prestolani, si innamorano, nonostante la disapprovazione di entrambe le famiglie. Tra screzi, invidie di parenti, gare culinarie ed equivoci, il lieto fine è raggiunto e i due innamorati apriranno una loro pizzeria che chiameranno col nome delle loro due famiglie.